# Дуглаты
Дугла́ты, дукла́ты, догла́ты, дула́ты (монг. Долоод, Долоон, среднемонг. Долуган, Долугад) — одно из племён, входивших в нирунскую ветвь монголов. В настоящее время этническая группа в составе некоторых монгольских и тюркских народов.

## Этноним
Этноним дуглат в русском переводе Л. А. Хетагурова «Сборника летописей» отражён в форме дуклат. В монгольском переводе Ц. Сурэнхорлоо этноним отражён в формах дуклат, духлад, в английском переводе У. М. Такстона — в формах doqolat, doghlat, dughlat. Эпонимом племени дуглат в «Сборнике летописей» выступает Булджар (Бурулджар-Дуклаин), в «Сокровенном сказании монголов» — Дохолодай. В литературе встречаются следующие формы этнонима: дуглат, дуклат, дуклад, духлад, доглат, дулат, долот, дологот, долон, тулат, толотэ, толатэ, долат, дулан и другие.
Согласно Абулгази, этноним дуклат происходит от монгольского слова дуклан (хромой: монг. доголон, бур. дохолон). По сведениям В. В. Бартольда, И. Н. Березин также указывал, что в монгольском языке действительно есть слово доголан в значении хромой. Березин транскрибирует название племени как «Доголан», во множественном числе «Доголат».
Возможно, этноним доголат у Рашид ад-Дина представляет собой перестановку из дологан — семь. Данный этноним, по Березину, в монгольской летописи «Эрдэнийн товч» («Драгоценная пуговица») Санан-Сэцэна отражен в форме далат. Ныне этноним в монгольских языках известен в формах долот, долон, что в буквальном переводе с монгольского означает семь.
Иная точка зрения высказана А. С. Шабаловым. По его мнению, этноним «дулат» произошёл от монгольского слова «дулаан» (тёплый). Слово «дулат», по А. С. Шабалову, приняло форму монгольского множественного числа «ат».
В. А. Бушаков выдвинул предположение о возможной связи этнонима с названием племени дулунь-хэцзинь (долонь-хэгинь), которое, согласно китайским хроникам, обитало в VII в. в сюннуском государстве Байси к северу от реки Хуаншуй.

## История
Дуглаты упоминаются в числе племён, поддержавших Чингисхана при создании Монгольской империи в начале XIII в. Согласно «Сборнику летописей» Рашид ад-Дина, дуглаты — одна из ветвей нирун-монголов. Дуглаты упоминались в составе баятов (баяут-дуклат) наряду с племенами горлос, чаншиут, кият.
Дуглаты участвовали в битве при Далан-Балджутах (битве 13 крыльев), в которой тринадцать куреней Чингисхана сразились с тринадцатью племенами, объединёнными Джамухой. Дуглаты выступили на стороне Чингисхана и входили в состав девятого крыла (куреня) под предводительством Даритай-отчигина. Итоги данной битвы в источниках интерпретируются по-разному. Согласно «Сборнику летописей», победу одержал Чингисхан, согласно «Сокровенному сказанию монголов» — Джамуха.
В период упадка Чагатайского улуса дуглаты стали одним из самых сильных и влиятельных племён в регионе. Главными среди владений дуглатов были города Аксу, Кашгар, Яркенд и Хотан. В 1347 г., согласно «Тарих-и Рашиди», Буладжи, глава племени дуглат, выступил с намерением создать независимое от Чагатайского улуса государство Могулистан с помощью ставленника — хана из Чингизидов. Чингизидом, на котором остановили свой выбор дуглаты, оказался 18-летний Тоглук-Тимур-оглан. Однако новый хан, несмотря на фактическое главенство дуглатов, был человеком сильного характера и поддерживал эффективный контроль над Могулистаном.
Мирза Мухаммад Хайдар Дуглат в своём труде «Тарих-и Рашиди» писал, что область Манглай-Субе, принадлежавшая дуглатам, была дарована его предку ещё от Чагатая. Согласно «Тарих-и Рашиди», Буладжи получил в Кундузе от Тоглук-Тимура документ, по которому хан признавал «девять привилегий» дома Дуглат. Мухаммад Хайдар утверждал, что он собственными глазами видел этот документ, «написанный на монгольском языке и монгольским письмом», который позднее был утерян.
В XVI—XVII вв. часть дуглатов под именем долот ~ дологот была подчинена джунгарами. Согласно Н. А. Аристову, численность зюнгарских аймаков под именами долот или дологот составляла 4 тыс. кибиток. Род дологот числился в числе так называемых «старых отоков» и имел одного зайсанга. Род долот также упоминался как один из калмыцких родов. Носители родового имени долот ~ дологот в настоящее время известны в составе бурят, халха-монголов, ойратов.

### Родословная
Согласно «Сборнику летописей», дуглаты представляют собой ответвление рода борджигин. В «Сокровенном сказании монголов» упоминаются два брата, сыновья Начин-Баатура Шичжуудай (Шижигудай, Шижуудай) и Дохолодай (Доголдай, Доколадай). Дохолодай — основатель рода дуглат. Согласно Аюудайн Очиру, Шижигудай образовал род сиджиутов. Сам Начин-Баатур имел следующее происхождение: Бодончар — Хабичи-баатур — Мэнэн-Тудун — Начин-Баатур.
По Рашид ад-Дину, родословная сиджиутов и дуглатов также восходит к Мэнэн-Тудуну (Дутум-Мэнэну). Однако сиджиуты и дуглаты названы потомками Байсонкура (Байшинхора), который имел следующее происхождение: Бодончар — Бука (Хабичи-баатур) — Дутум-Мэнэн (Мэнэн-Тудун) — Кайду (Хайду) — Байсонкур (Байшинхор). Начин (Начин-Баатур) Рашид ад-Дином назван сыном Буктая, брата Буки. Согласно «Сокровенному сказанию монголов», Хайду был внуком Мэнэн-Тудуна, сыном Хачи-хулэга (Хачи-Кулюка). Далее Рашид ад-Дин пишет, что потомки Джаучина, сына Байсонкура, основали род сиджиут. Род дуклат, согласно «Сборнику летописей», был основан Булджаром (Бурулджар-Дуклаином), внуком Байсонкура, сыном Тумбинэ-хана (Тумбинай-Сэцэна).

### Гипотеза родства долонов, доланов, доглатов
В. П. Юдин писал о возможности отождествления доглатов с доланами в составе уйгуров.
Сам термин долан объясняется по-разному. Возможно сопоставление долан и доглат, которое с фонетической и морфологической стороны особых возражений не вызывает. Возможно также возведение этого термина к мифическому предку киргизов (по-видимому, и могулов) Долону. Однако более правильным, вероятно, следует признать отождествление Э. Р. Тенишевым этнонима долан с монгольским числительным "семь" — долондолан (<долуран), так как "сами доланы ведут свое происхождение от "семи родов" (йэттэ урук).
Уйгуры-доланы в настоящее время проживают в основном в Аксу, Кашгаре и Яркенде, занимая тем самым территории, которые являлись главными владениями доглатов Могулистана. Э. Р. Тенишев, сравнивая фонетические формулы числительного «семь» в монгольских языках, считает, что этноним «долан» наиболее близок торгутской форме «семь» — dolan. О монгольском происхождении доланов высказали предположение также Н. М. Пржевальский и В. И. Роборовский. Из современных исследователей монголо-ойратское происхождение доланов поддерживает А. М. Решетов.
О родстве бурят-монгольского рода долот (долод, долоод) и доглатов, упоминаемых в «Сборнике летописей», писали Ф. А. Кудрявцев, В. А. Хамутаев. О монгольском происхождении доглатов Могулистана также говорится у В. В. Бартольда и в ряде других источников. Гаплогруппа С3, выявленная у дулатов Казахстана, согласно Ж. М. Сабитову, отражает генетический вклад монголов-нирун, потомков Бодончара. При этом дулатов Казахстана Сабитов связывал с другим нирун-монгольским племенем баарин.
В ряде других работ также говорится о тождественности этнонима дуклат с такими этнонимами как долот, дологот у бурят, халха-монголов, ойратов, долар, дулар, дулигат у хамниган.

## Современность
В настоящее время в состав баятов Монголии входят следующие этнические подразделения (элкэн): долонууд, салдан долоон, хойт долоон, шаазгай долоон, нур долоон, саргажин долоон, чоно долоон, нугас долоон, савсаг долоон, сайн долоон, эрин долоон, бага мээрин долоон, солон долоон, долоонууд, мэирин долоон, элдэнч долоон. В составе хотогойтов отмечены роды долоод, долоон сувай. Кроме этого в Монголии зафиксирован род долоон гөрөөчин в сомоне Тариалан Хубсугульского аймака.
В состав баргутского рода хурлат входит мохон (ветвь, подрод) — долоотон хурлат (долотон хурлат). В составе бурят проживают представители рода долоонгууд (долонгууд) среди хонгодоров, аларских, тункинских, окинских (в том числе в составе рода тэртэ) и закаменских бурят. В состав хори-бурятского рода шарайд входит хухур (ветвь, подрод) — долоод (долод, долоогаад, долоон). В состав хамниган входят роды: долоод (долод), дулигаад (дулигад). В составе дулигатов отмечены роды: ноён дулигаад (гантимуров дулигаад, князе-дулигатский), домойн дулигаад (дулигатский домуев), перводулигатский, втородулигатский. Дулигатскими также являются роды нерон и сухан. Кроме этого среди ононских хамниган отмечен род дулар, среди хамниган Монголии — долаар.
Носители родовых имен долугад, долуган тэнэг, долуган догшин проживают в составе южных монголов на территории Внутренней Монголии. У дауров известно племенное подразделение долоон күийлчеэн, которое входит в состав группы доогин рода аола. В составе даурского рода вэрэ (уэр, вээр) известна ветвь долгон (долгэн, дуулгн). Также в составе дауров отмечен род дулаар, включающий в свой состав подроды: дуртал, тагар (таагар), кээгэр. Среди солонов Внутренней Монголии, почти смешавшимися с монголоязычными соседями, есть роды дулат, дулар. При этом дулаты представляют собой самый большой род солонов.
В составе калмыков-торгутов хошутского улуса отмечен род доглут (доглмут, урянхус-доглут). В составе калмыков также упоминается родовое имя долот.
В Монголии зарегистрированы носители следующих родовых фамилий: долоод, долоон, ар долоо, ар долоод, ар долоот, бага долоо, бага долоон, боржигин долоот, боржигон долоо, боржигон долоон, боржигон долоот, долгод, долгон, долгонууд, дологон, долонгууд, долоо, долоо нар, долоод боржгон, долоод боржигон, долоод хамниган, долоон боржгин, долоон боржгон, долоон боржигин, долоон боржигон, долоон гөрөөчин, долоон нар, долоон тайж, долоон тайжууд, долоон тайчууд, долоон чоно, долоонууд, долоот, дом дулгат, дом дулигаад, дом дулигаат, дом дулигад, дом дулигат, дулаан, дулга, дулгад, дулигаад, дулигад, дулигат, дуулга, дуулган, дуулгат, их долоо, их долоон, их долоот, ноён дулгаад, ноён дулигаад, ноён дулигад, ноён дулигат, нур долоон, нуур долоон, савсаг долоон, сайн долоон, салдан долоон, саргажин долоон, чоно долоон, шаазгай долоон.